# De Stamgasten
«De Stamgasten» («Завсегдатаи») — голландская серия комиксов Тона ван Дрил.
Первый выпуск комиксов появился в ежедневной газете Algemeen Dagblad в субботу, 14 июня 1980 года. В интервью этой же газете 16 апреля 2021 года Ван Дриэль сообщил, что «скоро» комикс из газеты исчезнет.

## История
De Stamgasten был третьим комиксом Ван Дриэля. Ранее он создал не менее успешный сериал F.C. Knudde и вместе с Яном ван Хаастереном комикс De Stuntels.
Обычными местами действия комикса De Stamgasten являются паб под названием «De Stam», который расположен на дереве и на льдине пингвинов. Ещё одна повторяющаяся тема — Королевская голландская ост-индская армия. Было выпущено более сорока серий с De Stamgasten, в том числе издания, посвященные чемпионату мира 1998 года, а также рекламные выпуски, посвящённые компаниям Duyvis и Amstel.

## Персонажи
Героями сериала De Stamgasten являются антропоморфные животные, которых объединяют общие приключения и постоянные выпивки в пабе «De Stam»:
- самым известным является розовый и чрезмерно сексуальный кролик Ab Normaal (Не Нормальный);
- собака, которая работает барменом;
- осёл в качестве официанта в столовой, куда часто приходит на ужин лошадь;
- свинья, которая всегда навеселе в баре;
- тупой лев Felis Leo, который всегда ходит на охоту с короной, и всегда безуспешно;
- жёлтое существо Kierewiet (или Leipie), отпускающее глупые каламбуры;
- фазан с луком, который делает оскорбительные замечания толстым бегемотам;
- слон, которого постоянно высмеивают из-за того, что он маленький и может выпить совсем немного;
- старая маленькая птичка в очках по имени Ome Jan (Дядя Ян), который всегда возится с надувными куклами;
- крокодил по имени Bertus, который спотыкается о несуществующий коврик при входе в паб;
- другой фазан в армейской одежде (называемый коммандос), который часто пытается соблазнить женщин;
- сиамские близнецы — коты Tjap и Tjoy, один из которых пьет, а другой нет;
- группа пингвинов на льдине;
- кондор в кепке пилота, который всегда спрашивает разрешение на взлет и во время полета его всегда сбивает «Боинг»;
- змея, чье большое разочарование состоит в том, что у неё нет ног и это мешает ей заниматься спортом, держать пиво или доставлять удовольствие женщине;
- собака по кличке Stanley, приехавшая из-за границы.